# 大杉橋

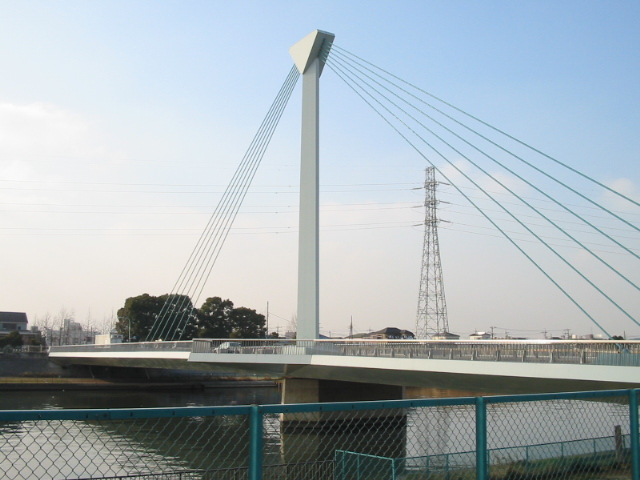
新中川東岸から見る大杉橋

大杉橋（おおすぎばし）は、新中川に架かる橋のひとつで、東岸の東京都江戸川区鹿骨一丁目と西岸の大杉四丁目を結び、東京都市計画道路補助第286号線（大杉橋通り）を通す。

## 歴史
初代の橋は、1961年（昭和36年）新中川掘削工事に伴い架橋され、現橋の下流側に位置していた。その後、交通量の増加等による老朽化が著しく幅員も狭いことから、江戸川区新中川橋梁整備計画の第三弾として、1994年（平成6年）に現在の場所（旧橋の上流側）に架け替えられた。

## 諸元
- 形式 - 2径間偏心1面吊り斜張橋
- 橋長 - 119. m
- 総幅員 - 18.9 m〜27.4 m[3]
- 有効幅員 - 18.1 m〜26.6 m（車道：9.0 m　歩道：3.1 m〜6.6 m ＋ 6.0 m〜11.0 m[3]）
- 支間割 - 72.5 m ＋ 45.5 m[3]
- 工事主体 -  江戸川区
- 橋梁設計 -
- 鋼材製作・架橋 - 株式会社横河ブリッジ[3]

## 整備概要
「水景のシンボル」をテーマに、水景軸と道路軸の交差点としてのシンボルとなり、開放的な空間を生かして存在感のある橋として整備されている。

## デザイン・景観
橋名でもある大きな杉をモチーフに、視認性の高い形態でシンボル性と開放感が演出されている。また、沿川流域や遠方からも主塔と斜長ケーブルが目立ち、優雅なハープ橋にも見える。
夜間はライトアップによる光の演出がされていたが、現在は電力節約のため行われていない。

## 周辺
- 江戸川区立大杉第二小学校
- 江戸川区鹿骨区民館
- 鹿本通り
- 環七通り

## 路線バス
かつて大杉橋は路線バスが通っていた。この路線は、江戸川区の要望により開通し、新小岩駅東北広場～篠崎駅と江戸川スポーツランド間を結んでいた。しかし区役所移転に先駆け2024年（令和6年）3月29日に運行終了。
- 京成バス：京成バス江戸川営業所 篠01系統 区役所線

## 隣の橋
- 新中川

（上流） - 鹿骨新橋 - 鹿本橋 - 大杉橋 - 一之江橋 - 新椿橋 - （下流）